# Феррера, Америка
Аме́рика Джорджи́н Ферре́ра (англ. America Georgin Ferrera; род. 18 апреля 1984, Лос-Анджелес, Калифорния, США) — американская актриса. Лауреат премий Гильдии киноактёров США, «Эмми» и «Золотой глобус».  Номинантка на премию «Оскар» (2024). Одна из самых известных её ролей — Бетти Суарес в телевизионном сериале «Дурнушка».

## Биография
Америка Феррера, младшая из шести детей, родилась 18 апреля 1984 года в Лос-Анджелесе, штат Калифорния, в семье иммигрантов из Гондураса. Её мать работала уборщицей у директора по персоналу отеля. Мать воспитывала Америку и её братьев и сестёр, всегда подчеркивая важность получения высшего образования. Когда Америке было семь лет, её родители развелись и отец вернулся в Гондурас. Отец Ферреры скончался в 2010 году..
Америка выросла в Вудленд-Хиллз в Лос-Анджелесе, где посещала начальную школу Джорджа Эллери Хейла и среднюю школу «Эль Камино Реал». С того момента, как в семилетнем возрасте она получила небольшую роль в спектакле по шекспировской пьесе «Гамлет», а в 10 лет гораздо большую роль Ловкого Плута в спектакле «Оливер Твист», она знала, что хочет стать актрисой.
В июле 2002 года Америка Феррера снялась в своём первом ТВ-фильме «Прорвемся!» для Disney Channel. В том же году состоялся её кинодебют в фильме «Настоящие женщины всегда в теле». На телевидении она появилась в сериале «Прикосновение ангела» и фильме «Джинсы-талисман». В 2005 году она была удостоена премии Movieline Breakthrough Award.
В 2006 году она получила роль Бетти в сериале «Дурнушка», который является адаптацией колумбийской теленовеллы «Я — Бетти, дурнушка», в которой речь идет о крайне непривлекательной девушке и её отношениях со сверстниками. Её героиня, Бетти Суарес, носит брекеты, имеет густые брови и не особо уделяет внимание макияжу и одежде. Феррера придумала термин «Bettification» (рус. Беттификация), чтобы описать процесс создания образа Бетти.

## Личная жизнь
С 27 июня 2011 года Феррера замужем за актёром Райаном Пирсом Уильямсом, с которым она встречалась 6 лет до их свадьбы. У супругов есть двое детей — сын Себастиан Пирс Уильямс (род. 29 мая 2018) и дочь Люсия Марисоль Уильямс (род. 4 мая 2020).

## Фильмография
| Год       |     | Русское название                | Оригинальное название                   | Роль                    |
| --------- | --- | ------------------------------- | --------------------------------------- | ----------------------- |
| 2002      | ф   | Настоящие женщины всегда в теле | Real Women Have Curves                  | Ана Гарсиа              |
| 2002      | тф  | Прорвёмся!                      | Gotta Kick It Up!                       | Иоланда Варгас          |
| 2002      | с   | Прикосновение ангела            | Touched by an Angel                     | Чарли                   |
| 2004      | кор | Темнота минус двенадцать        | Darkness Minus Twelve                   | Луиза                   |
| 2004      | тф  | Песнь прерий                    | Plainsong                               | Виктория Рубайду        |
| 2004      | с   | C.S.I.: Место преступления      | CSI: Crime Scene Investigation          | Эйприл Перес            |
| 2004      | тф  | $5.15/час                       | $5.15/Hr.                               |                         |
| 2005      | ф   | Как девушки Гарсиа провели лето | How the Garcia Girls Spent Their Summer | Бланка                  |
| 2005      | ф   | Джинсы-талисман                 | The Sisterhood of the Traveling Pants   | Кармен Лоуэлл           |
| 2005      | ф   | Короли Догтауна                 | Lords of Dogtown                        | Мартышка                |
| 2005      | ф   | 3:52                            | 3:52                                    | Кейт                    |
| 2006      | ф   | Стальной город                  | Steel City                              | Эми Барнс               |
| 2006—2010 | с   | Дурнушка                        | Ugly Betty                              | Бетти Суарес            |
| 2007      | кор | Мёртвый                         | Muertas                                 | Ребекка                 |
| 2007      | ф   | Стремясь к темноте              | Hacia la oscuridad                      | Луиза                   |
| 2007      | ф   | Под одной луной                 | La misma luna                           | Марта                   |
| 2008      | ф   | Джинсы-талисман 2               | The Sisterhood of the Traveling Pants 2 | Кармен Лоуэлл           |
| 2008      | мф  | Феи                             | Tinker Bell                             | Фауна                   |
| 2010      | ф   | Сухая земля                     | The Dry Land                            | Сара                    |
| 2010      | ф   | Семейная свадьба                | Our Family Wedding                      | Люсия Рамирес           |
| 2010      | мф  | Как приручить дракона           | How to Train Your Dragon                | Астрид                  |
| 2010      | мф  | Легенда о Костоломе             | Legend of the Boneknapper Dragon        | Астрид                  |
| 2011      | с   | Телеканал «Гори в Аду»          | Funny or Die Presents                   | Эмми                    |
| 2011      | мф  | Книга драконов                  | Book of Dragons                         | Астрид                  |
| 2011      | мф  | Драконы: Подарок Ночной Фурии   | Gift of the Night Fury                  | Астрид                  |
| 2011—2013 | с   | Хорошая жена                    | The Good Wife                           | Натали Флорес           |
| 2012      | ф   | Это — катастрофа                | It's a Disaster                         | Хеди Галили             |
| 2012      | с   | Кристин                         | Christine                               | Кристин                 |
| 2012      | ф   | Патруль                         | End of Watch                            | офицер Ороско           |
| 2012—2016 | мс  | Драконы                         | DreamWorks Dragons                      | Астрид                  |
| 2014      | ф   | Чавес                           | Chavez                                  | Хелен Чавес             |
| 2014      | мф  | Как приручить дракона 2         | How to Train Your Dragon 2              | Астрид                  |
| 2014      | ф   | X/Y                             | X/Y                                     | Сильвия                 |
| 2016      | с   | Супермаркет                     | Superstore                              | Эми                     |
| 2019      | мф  | Как приручить дракона 3         | How to Train Your Dragon 3              | Астрид                  |
| 2023      | ф   | Барби                           | Barbie                                  | Глория                  |
| 2023      | ф   | Дурные деньги                   | Dumb Money                              | Дженнифер Кэмпбелл      |
|           | ф   | Потерянный автобус              | The Lost Bus                            |                         |
| 2026      | мф  | Кот в шляпе                     | The Cat in the Hat                      | мать Габби и Себастьяна |